# Alchemilla rupestris
Alchemilla rupestris é uma espécie de rosácea do gênero Alchemilla, pertencente à família Rosaceae.